# No Way to Treat a Lady
No Way to Treat a Lady (en anglès No és manera de tractar una dama) és una pel·lícula de thriller de comèdia negra dirigida el 1968 per Jack Smight, amb un guió de John Gay adaptada de la novel·la del mateix nom de William Goldman. Fou protagonitzada per Rod Steiger, Lee Remick, George Segal i Eileen Heckart. Segal fou nominat a un Premi BAFTA pel seu paper com a Detective Moe Brummel.

## Sinopsi
Christopher Gill és un assassí en sèrie amb fixació per la seva difunta mare, una actriu escènica. Gill prefeix les dones grans. Propietari i director d'un teatre de Broadway, ha adoptat diverses disfresses: capellà, policia, lampista, perruqueria, etc., per aproximar-se millor a les seves víctimes (i evitar ser identificat) abans d'escanyar-les i pintar-les un parell de llavis al front amb pintallavis vermell brillant.
El detectiu Morris Brummell està investigant els assassinats. Brummel cita al diari que l'últim assassinat va ser ben planificat i ben executat. Això apel·la a l'ego de Gill, de manera que comença a telefonar a Brummel per parlar sobre els assassinats i l'estat de la investigació. Brummel és capaç d'obtenir uns quants fragments d'informació sobre Gill, però en la seva majoria, Gill aconsegueix burlar-lo sense lliurar la seva identitat.
Lluny de la feina, la pròpia mare de Brummel vol que el seu fill s'assembli més al seu germà metge i s'hi estableixi. Menysprea la seva opció professional. El nou interès amorós de Brummell és Kate Palmer, que va veure Gill minuts abans que cometés el primer assassinat, tot i que no prou bé per identificar-lo de manera que ajudi la investigació. Aconsegueix guanyar-se la mare de Brummell al·legant que planeja convertir-se en jueva i fingint dominar al seu fill.
En el que resulta ser la seva última conversa telefònica, Brummel perd els papers davant Gill i l'insulta. Gill posa el seu objectiu en Kate. Això és òbviament per raons diferents a la fixació de la seva mare, ja que Palmer no s'ajusta al perfil de les seves víctimes anteriors. Potser està gelós de Kate, o potser vol venjar-se de Brummell pels insults.
Gill ataca Kate al seu apartament, però es veu obligat a fugir abans que pugui provocar-li greus danys. Durant la següent trucada a la policia, es veu a Gill entrar al seu teatre per una porta lateral. Investigant el descobriment, Brummell conversa amigablement amb Gill (el detectiu en aquest moment no pot estar segur que l'home fos l'atacant de Kate). Quan veu al vestíbul del teatre una actriu pintant-se els llavis d'un vermell profund, que és un retrat de la mare de Gill, sap que té el seu home.
Brummel s'enfronta a Gill amb les seves sospites, però Gill segueix fred. Brummel va a fer una ullada a la sala de disfresses i, a la tornada, mentre passa el escenari del teatre, Gill l'ataca per darrere. Brummel perd l'equilibri però és capaç de disparar fatalment a Gill abans que els torni a atacar. En el moment de la seva mort, Gill revisa els assassinats que va cometre, ja que la seva ment desordenada els ha reformat.

## Repartiment
- Rod Steiger - Christopher Gill
- Lee Remick - Kate Palmer
- George Segal - Morris Brummel
- Eileen Heckart - Mrs. Brummel
- Murray Hamilton - Inspector Haines
- Michael Dunn - Mr. Kupperman
- Martine Bartlett - Alma Mulloy
- Barbara Baxley - Belle Poppie
- Irene Dailey - Mrs. Fitts
- Doris Roberts - Sylvia Poppie
- Ruth White - Mrs. Himmel
- Val Bisoglio - Detective Monaghan
- David Doyle - Tinent Dawson

## Producció
Goldman va escriure la novel·la original mentre experimentava el bloqueig de l'escriptor, quan escrivia Boys and Girls Together (publicada el 1964). Es va inspirar en un article sobre el Boston Strangler que va suggerir que hi podria haver dos estranguladors en funcionament, i Goldman es va preguntar què passaria si fos el cas i es posessin gelosos l'un de l'altra.
L'octubre de 1966 es va anunciar que Sol C. Siegel havia signat un acord de tres pel·lícules amb Paramount Pictures, de les quals la primera havia de ser una adaptació de No Way to Treat a Lady. El desembre Siegel va contractar John Gay per fer el script. (Jack Smight va dir després que Goldman es va negar a fer l'adaptació a la pantalla al·legant que un novel·lista mai no havia d'adaptar la seva obra a la pantalla).
El març de 1967 Jack Smight fou contractat per dirigir-la. Pel maig, Rod Steiger interpretava al protagonista i George Segal es va unir al repartimentel juny.
En aquest moment, Paramount va ser ajudat per Robert Evans, però Smight va dir que va rebre més assistència del seu executiu Peter Bart. "Va ser enormement útil per a mi en algunes circumstàncies molt difícils", va dir Smight.
Tony Curtis va ser l'elecció d'Evans per interpretar al detectiu, però Smight va insistir que el paper fos per George Segal.
El rodatge va començar el mes de juny i va tenir lloc principalment a Brooklyn Heights, Nova York. El pla original era rodar tres setmanes a Nova York i fer tots els interiors a l'estudi de Paramount, però al final Smight i Siegel van decidir rodar tota la pel·lícula a Nova York.
"És una pel·lícula de Steiger", va dir Segal. "Corria fent tota mena de papers diferents i jo just el deixo de veure i el torno a veure ... És una producció hollywoodiana àmplia i còmoda i tinc una jornada de banquer".
Eileen Heckart va fer la pel·lícula durant el dia mentre apareixia de nit a You Know I Can't Hear You When the Water's Running. El rodatge es va acabar el setembre.
Sol Siegel no estava satisfet amb el final, però va ser anul·lat pel director i l'estrella. La novel·la va ser reeditada sota el nom de Goldman el 1968 per coincidir amb el llançament de la pel·lícula. El New York Times la va considerar “enlluernadora”.